# Kræsten Iversen
Kræsten Iversen (født 26. januar 1886 i Holsted, død 9. august 1955 i København) var en dansk maler, glaskunstner og professor ved Kunstakademiet i København. Han knyttede sig til Bornholmerskolen fra 1920'erne.
Iversen har udført en række udsmykningsopgaver, blandt andet loftsmalerier i Videnskabernes Selskab og i riddersalen på Christiansborg Slot. Han lavede også glasmalerier til flere danske kirker.
Han var professor ved Kunstakademiet fra 1930 til sin død og akademiets direktør 1949-1952.

## Udmærkelser – udvalg
Iversen modtog Eckersberg Medaljen i 1923. Han blev 
ridder af Dannebrogordenen i 1932, fik Dannebrogordenens Hæderstegn i 1941 og blev kommandør af Dannebrogordenen i 1952. ("K. 1952")